# Cueva Victoria
Cueva Victoria est une grotte riche en fossiles paléontologiques, située dans la municipalité de Carthagène, dans la région de Murcie, en Espagne. Elle se trouve sur la pente sud du mont San Ginès (es), dans un massif calcaire proche de la Mar Menor et des contreforts orientaux de la montagne de Carthagène (es). Elle a été fouillée par le paléontologue catalan Josep Gibert i Clols (es).
Il s'agit d'une grotte d'origine karstique qui, au Pléistocène inférieur, servit de tanière aux hyènes.

## Paléofaune
On a trouvé dans la Cueva Victoria d'abondants fossiles d'animaux, comme l'Hippopotame européen (Hippopotamus antiquus), Canis etruscus, le Mammouth méridional (Mammuthus meridionalis), Equus granatensis, Stephanorhinus etruscus, Homotherium crenatidens, Megantereon, Pachi crocuta brevirostris, et Theropithecus oswaldi, un cercopithecidae africain.
Cueva Victoria a été déclarée « lieu d'intérêt géologique espagnol d'importance internationale » par l'Instituto Geológico y Minero de España pour ses « gisements de vertébrés du Pliocène-Pléistocène espagnol ».

## Fossiles humains

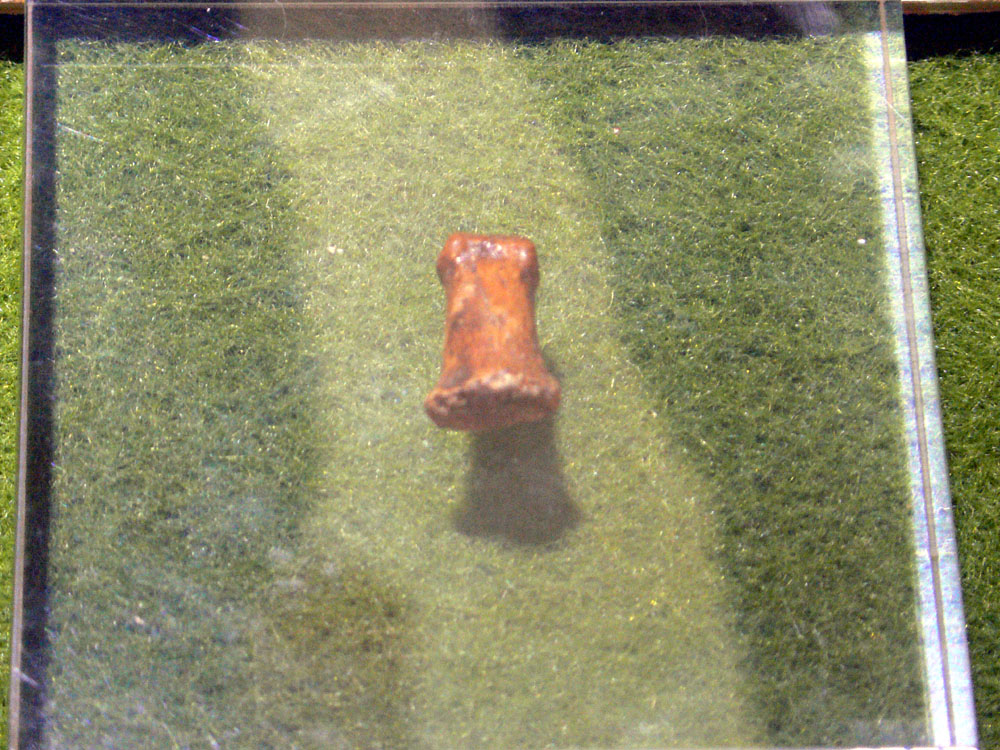
Phalange fossile, peut-être humaine, Musée archéologique municipal de Carthagène

Les vestiges les plus importants de Cueva Victoria sont de petits fossiles, que Josep Gibert qualifia de restes humains et data d'environ 1 200 000 ans, c'est-à-dire une époque légèrement plus récente que l'homme d'Orce (environ 1 400 000 ans), trouvé dans le gisement fossilifère de Venta Micena (es), dans la province de Grenade voisine, mais comparable aux fossiles de la Sima del Elefante (environ 1 250 000 ans), dans la Sierra d'Atapuerca.
Cette hypothèse a été contestée par certains paléoanthropologues et a fait l'objet d'un débat intense. Le caractère humain de ces restes, tout comme celui des restes de Venta Micena, n'est pas encore complètement accepté par l'ensemble de la communauté scientifique.
S'il se confirmait que les fossiles de Cueva Victoria et de Venta Micena sont bien des restes humains, ces derniers appartiendraient probablement à une espèce antérieure à Homo antecessor, qui aurait pu coloniser l'Europe dès le Calabrien inférieur.